# Agnese Pasta
Agnese Pasta (Melzo, XV secolo – ...) secondo la tradizione storica, fu una giovane popolana che, nel 1448, avrebbe guidato la rivolta cittadina contro le truppe veneziane che avevano occupato la cittadina.

## Contesto storico

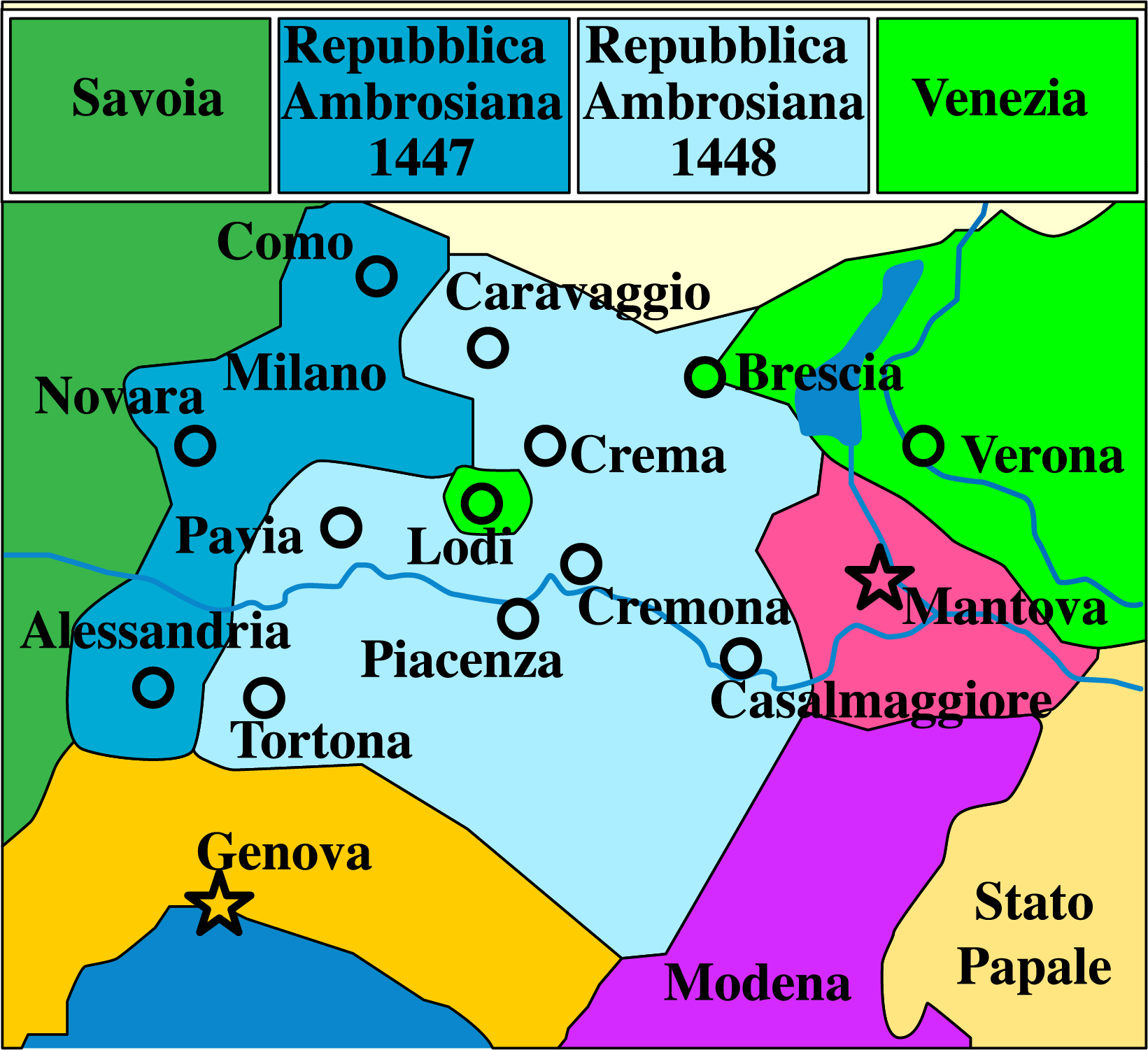
Mappa della Aurea Repubblica Ambrosiana

La morte nell'agosto 1447 del duca Filippo Maria Visconti aveva lasciato il ducato di Milano in una situazione precaria: il duca non aveva eredi e nessuno era stato da lui indicato come suo successore durante la malattia che precedette la sua morte. Per rimediare al vuoto di potere creatosi, un gruppo di nobili, con l'appoggio di giuristi dell'università di Pavia, proclamò l' Aurea Repubblica Ambrosiana, che si trovò subito in stato di guerra con i vicini.
Nel maggio del 1448, Milano era in stato di guerra con la vicina repubblica di Venezia che ambiva ad annetterla nel suoi territori. La repubblica ambrosiana, che aveva tendenze ghibelline, non ricevette aiuti dalle altre città che erano parte del preesistente ducato e anzi si trovò circondata da alleanze ostili: Pavia e Parma rivendicarono la loro indipendenza, mentre Lodi e Piacenza si unirono a Venezia.
Le truppe veneziane avevano varcato il confine storico del fiume Adda avanzando verso Milano e la repubblica Ambrosiana aveva proposto il comando delle sue forze al condottiero Francesco Sforza. Sforza tuttavia pretendeva il titolo di duca di Milano per accettare il comando, richiesta ritenuta inaccettabile dalle autorità della repubblica ambrosiana.
Le truppe veneziane, dopo esser state bloccate da quelle milanesi, ma non respinte, si erano accampate nella Martesana ad Albignano, in attesa di sferrare un nuovo attacco diretto alla città. Nel frattempo avevano saccheggiato la campagna milanese,  mentre l'esercito milanese si era ritirato entro le mure cittadine.

## Agnese Pasta e la rivolta di Melzo

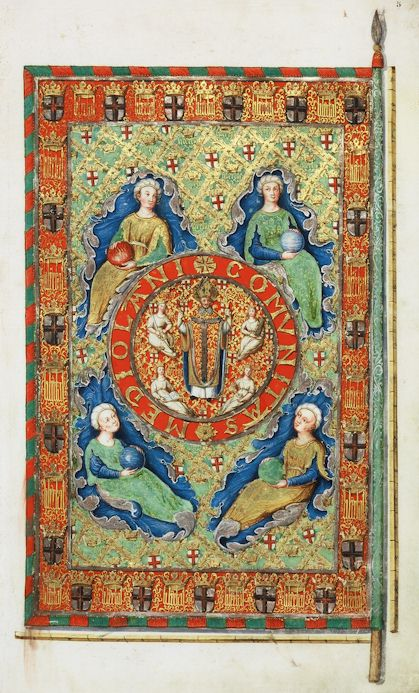
Stendardo della Repubblica Ambrosiana

Tra gli eventi legati alle scorrerie dell'esercito veneziano nella campagna lombarda vi fu la conquista di Melzo da parte di Carlo Gonzaga, dopo un bombardamento a cui era seguita un'epidemia e un tentativo di rivolta anti-veneziano, conclusosi con un bagno di sangue. A questa conquista seguì un periodo di violenze nella cittadina da parte dei soldati veneti contro la popolazione locale, in gran parte formata da donne rimaste nel paese: gli uomini erano morti o arruolati.
Queste violenze provocarono lo scoppio di una nuova rivolta, che secondo una tradizione storica sarebbe stata innescata da Agnese Pasta, una popolana che salita sulle mura cittadine sventolando lo stendardo della repubblica Ambrosiana incitò le donne a ribellarsi e a scacciare gli occupanti lanciando sassi e impugnando i forconi.
Alla notizia di questa rivolta e a quella che lo Sforza aveva infine preso il comando delle truppe milanesi, riconquistando Cassano e si muoveva verso Melzo, i veneziani abbandonarono il terreno ritirandosi.

## Verosimiglianza storica e ricordo
La figura di Agnese Pasta è scarsamente citata nei testi storici, per quanto i cronisti dell'epoca concordino nello scrivere che la liberazione di Melzo avvenne per merito delle donne della città.
Il cronista Donato Bossi, nella sua "Chronica bossiana" (1492) conferma l'avvenuta rivolta delle donne di Melzo, senza citare Agnese Pasta:
(Donato Bossi, Chronica bossiana (1492))

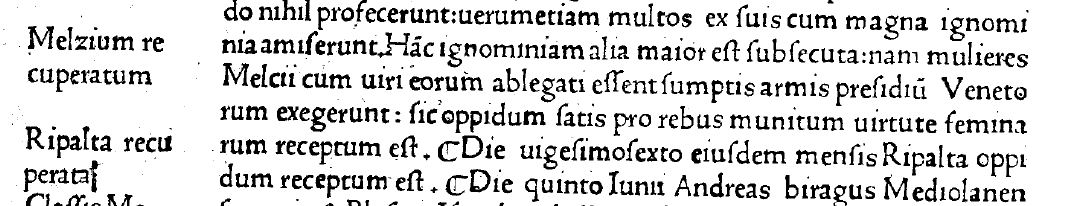
Il paragrafo della rivolta di Melzo a pagina 261 della "Chronica bossiana"

mentre il suo contemporaneo Giovanni Simonetta si limita ad annotare la ritirata veneta.
La persona di Agnese Pasta e le sue gesta vennero principalmente riprese in epoca risorgimentale.
Così è descritta da Damiano Muoni:
(Damiano Muoni (1866))
L'episodio venne ricordato anche da Cesare Cantù:
(p 490 in Cesare Cantù (1857).)
A ricordo di Agnese Pasta è intitolata una delle principali vie del centro storico di Melzo.